# آئودی آراس۲ آوانت
آئودی آراس۲ آوانت (Audi RS2 Avant) خودرویی از محصولات آئودی است که در از مارس ۱۹۹۴ تا ژوئیه ۱۹۹۵ توسط شرکت پورشه در آلمان تولید شده‌است. طراحی آن موتور جلو و خودرو چهار چرخ محرک بوده طول آن در حالت طبیعی ۴٬۵۸۰ میلیمتر (۱۸۰٫۳ اینچ) و عرض آن در حالت طبیعی ۱٬۶۹۴ میلیمتر (۶۶٫۷ اینچ) است. سیستم جعبه‌دندهٔ آن ۶ دنده به صورت دستی است.

## نگارخانه

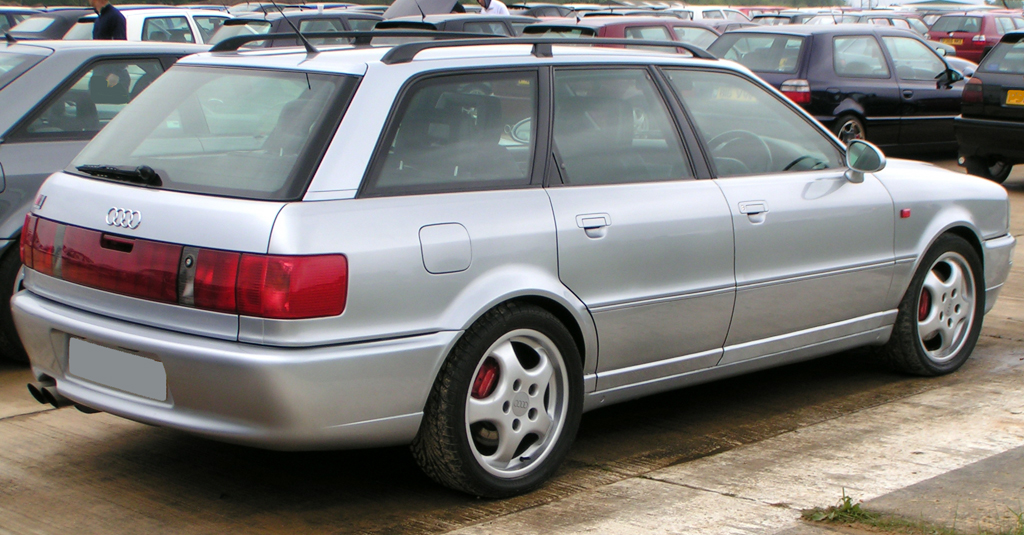